# Magdalena Roguska
Magdalena Roguska z domu Pastusiak (ur. 22 czerwca 1980 w Parczewie) – polska polityczka, filolożka i działaczka samorządowa, posłanka na Sejm X kadencji, w latach 2024–2025 sekretarz stanu w Kancelarii Prezesa Rady Ministrów, od 2025 sekretarz stanu w Ministerstwie Spraw Wewnętrznych i Administracji.

## Życiorys
W 2005 ukończyła studia magisterskie z filologii polskiej na Wydziale Nauk Humanistycznych UKSW. Ukończyła także studia podyplomowe MBA w Collegium Humanum. Wstąpiła do Platformy Obywatelskiej, została skarbniczką jej warszawskich struktur. Pracowała w biurze klubie parlamentarnym taj partii.
W wyborach samorządowych w 2006 została wybrana na radną Białołęki. W kolejnych wyborach w 2010 i 2014 z powodzeniem ubiegała się o reelekcję. W kadencji 2014–2018 pełniła funkcję wiceprzewodniczącej rady dzielnicy. W 2018 oraz 2024 wybierana była do Rady m.st. Warszawy. W 2020 objęła stanowisko wiceprzewodniczącego tej gremium. W grudniu 2023 nominowana w skład rady nadzorczej Polskiej Wytwórni Papierów Wartościowych, w której zasiadała do lutego 2024. Kierowała gabinetem politycznym ministra spraw wewnętrznych i administracji Marcina Kierwińskiego.
W wyborach w 2023 kandydowała bez powodzenia do Sejmu z ostatniego miejsca Koalicji Obywatelskiej w okręgu warszawskim; otrzymała wówczas 6193 głosy. 26 czerwca 2024 złożyła ślubowanie poselskie, obejmując mandat posła X kadencji zwolniony przez wybranego do Parlamentu Europejskiego Michała Szczerbę. W Sejmie została zastępczynią przewodniczącego Komisji Polityki Społecznej i Rodziny, a także członkinią Komisji do Spraw Unii Europejskiej, Komisji Regulaminowej, Spraw Poselskich i Immunitetowych oraz Komisji do Spraw Dzieci i Młodzieży. 30 września tego samego roku została powołana na stanowisko sekretarza stanu w Kancelarii Prezesa Rady Ministrów. Pod koniec lipca 2025 przeszła na funkcję sekretarza stanu w Ministerstwie Spraw Wewnętrznych i Administracji.

## Wyniki wyborcze
| Wybory | Komitet wyborczy    | Komitet wyborczy      | Organ                    | Okręg           | Wynik           |
| ------ | ------------------- | --------------------- | ------------------------ | --------------- | --------------- |
| 2006   |                     | Platforma Obywatelska | Rada Dzielnicy Białołęka | nr 3            | 788 (8,41%)     |
| 2010   | 593 (9,6%)          | Platforma Obywatelska | Rada Dzielnicy Białołęka | nr 3            |                 |
| 2014   | 878 (11,46%)        | Platforma Obywatelska | Rada Dzielnicy Białołęka | nr 3            |                 |
| 2018   |                     | Koalicja Obywatelska  | Rada m.st. Warszawy      | nr 6            | 19 054 (22,79%) |
| 2023   | Sejm X kadencji     | Koalicja Obywatelska  | nr 19                    | 6193 (0,36%)    |                 |
| 2024   | Rada m.st. Warszawy | Koalicja Obywatelska  | nr 6                     | 17 181 (30,32%) |                 |